# Eurya osimensis
Eurya osimensis är en tvåhjärtbladig växtart som beskrevs av Masamune. Eurya osimensis ingår i släktet Eurya och familjen Pentaphylacaceae. Inga underarter finns listade i Catalogue of Life.